# Scenopinus nubilipes
Scenopinus nubilipes är en tvåvingeart som beskrevs av Thomas Say 1829. Scenopinus nubilipes ingår i släktet Scenopinus och familjen fönsterflugor. Inga underarter finns listade i Catalogue of Life.